# Hersenschudding
Een hersenschudding (medisch: commotio cerebri) is een milde vorm van hersenletsel ten gevolge van mechanisch geweld, direct of indirect op de schedel inwerkend, zonder dat de hersenen zelf macroscopisch (zichtbaar) waarneembaar letsel hebben opgelopen.

## Oorzaak
Een hersenschudding ontstaat door mechanisch geweld dat op de schedel inwerkt. Dit kan onder andere gebeuren bij auto-ongelukken, geweld tussen personen, arbeidsongevallen, aardbevingen of tijdens het sporten. In de sport zijn vooral boksen en American football berucht op vlak van hersenschuddingen.

## Symptomen
- Bewusteloosheid, meestal direct aansluitend aan het ongeval. Bij een hersenschudding is de bewusteloosheid per definitie kort van duur, dat wil zeggen enkele seconden tot maximaal 30 minuten.
- Misselijkheid en braken; vaak treedt het braken spoedig na het ongeval op en in het algemeen hangen beide symptomen samen. Misselijkheid en braken zijn echter weinig specifieke symptomen.
- Geheugenverlies (amnesie); na weer bij bewustzijn te zijn gekomen bestaat bij het slachtoffer een geheugenverlies, dat drie aspecten kan hebben: het zich niet meer herinneren van het ongeval (amnesie voor het gebeurde), het zich niet meer kunnen herinneren van gebeurtenissen in de aanloop naar het ongeval (retrograde amnesie) en het zich niet meer kunnen herinneren van gebeurtenissen ná het ongeval (anterograde amnesie). De amnesie is bij een hersenschudding meestal kort van duur en vaak afwezig, en duurt per definitie niet langer dan 24 uur. De geheugenstoornissen zijn er het gevolg van dat herinneringen uit het werkgeheugen als gevolg van de hersenschudding niet in het vaste geheugen zijn opgeslagen. De herinneringen komen na herstel van de hersenschudding dus ook niet meer terug.
- Eventuele neurologische uitvalsverschijnselen zijn doorgaans licht en subjectief (niet-meetbaar) van aard, zoals wazig zien en duizeligheid.
- Bij eventueel pathologisch onderzoek worden geen afwijkingen gevonden.

Het bewustzijnsverlies wordt veroorzaakt door een tijdelijke functiestoornis van de formatio reticularis in de hersenstam.

## Behandeling
Bij hoofdletsel dat tot een of meer van deze verschijnselen leidt, dient contact op te worden genomen met een arts. Aan de hersenschudding zelf is niets te doen, maar er is een (meestal kleine) kans dat er bijkomende problemen optreden die eventueel medisch ingrijpen noodzakelijk maken. Dit zijn met name bloeding in het hoofd en (bij kinderen) hersenoedeem (de zogenoemde kindercontusie). Als uit een hersenscan dergelijke afwijkingen blijken betreft het overigens per definitie geen hersenschudding meer, er is dan sprake van een zwaardere vorm van letsel zoals een hersenkneuzing.
Bij een hersenschudding verdwijnen de klachten meestal na korte tijd. Tegenwoordig wordt bedrust niet meer geadviseerd. Wel wordt vaak aangeraden om het een aantal dagen rustig aan te doen. Gedurende enkele dagen, weken of soms langer kunnen klachten blijven bestaan, die worden samengevat onder de noemer postcommotionele klachten. Deze betreffen onder andere:
- hoofdpijn
- misselijkheid
- duizeligheid
- wazig zien
- oorsuizen
- vermoeidheid
- concentratieproblemen.

Tegen de hoofdpijn kan paracetamol worden gebruikt. Acetylsalicylzuur (Aspirine) en andere NSAID's moeten in verband met het remmende effect op de bloedplaatjes ('bloedverdunning') worden vermeden, ook als bloedingen uitgesloten zijn met een CT-scan.
Vroeger werd in de 24 uur na het hoofdtrauma vaak een wekadvies gegeven: men moest de patiënt overdag niet alleen laten en 's nachts ieder uur wakker maken om het bewustzijn te controleren. Bij volwassenen is dit advies verouderd. Bij patiënten die risico lopen op een bloeding in het hoofd wordt een CT-scan gemaakt; als deze geen bloeding toont is een wekadvies niet nodig en als deze wel een bloeding toont wordt de patiënt opgenomen in het ziekenhuis. Bij patiënten bij wie geen indicatie bestaat voor een CT-scan is het risico op een bloeding in het hoofd dermate klein dat een wekadvies niet nodig is. Sowieso is uit onderzoek gebleken dat een wekadvies in de thuissituatie geen betrouwbare methode is voor de controle van volwassen patiënten, omdat leken dikwijls niet goed in staat zijn om het bewustzijnsniveau adequaat te beoordelen. Bij kinderen wordt nog wél routinematig een wekadvies gegeven. Een van de redenen hiervoor is dat, vanwege de stralingsbelasting, bij kinderen minder snel een CT-scan gemaakt wordt.

## Mechanisme

### Mechanisch effect
De hersenen zijn omgeven door hersenvocht, dit zorgt ervoor dat het cerebrum niet met grote kracht tegen het schedel aankomt. Echter, bij een harde klap kunnen de hersenen alsnog hard tegen de schedel opbotsen, deze klap gaat als een schokgolf door de hersenen. Bij deze schokgolf kunnen veel axonen rekken, waardoor neuronen moeilijker of helemaal niet meer met elkaar kunnen communiceren. Dit wordt verder uitgelegd bij het chemische effect van een hersenschudding. Wanneer de klap echt heel hard is en veel axonen kapot scheuren, kan dit leiden tot gedragsveranderingen en een verminderd cognitief functioneren.

### Chemisch effect
Wanneer de schokgolf zich door een neuron beweegt doet zich een verstoring van het membraan voor. Dit opent de kalium kanalen van het neuron, waardoor kalium zich naar extracellulair beweegt en de cel depolariseert. Door deze depolarisatie geeft het neuron neurotransmitters af, waaronder glutamaat. Deze neurotransmitter stimuleert omliggende cellen in het openen van hun AMPA-receptor, door deze receptor kan kalium de cel verlaten. Hierdoor depolariseren nog meer cellen en wordt de extracellulaire kalium concentratie nog groter. Er ontstaat een soort domino-effect wat de situatie verergert. De cerebrale glutamaat-afgifte normaliseert zich weer naar ongeveer twee weken.
De ATP behoevende natrium-kalium pomp draait overuren, proberend het kalium weer terug de cel in te krijgen en zo de cellulaire homeostase terug op niveau te brengen. Wat hyperglycolyse initieert. De vrijgekomen neurotransmitters activeren ook de NMDA-receptor, deze receptor opent als een poortje waardoor calcium en natrium de cel in kunnen komen, door dit poortje kan kalium de cel ook weer verlaten. Een te hoge intracellulaire calcium concentratie kan leiden tot apoptose, dit gebeurt echter heel erg weinig en zullen veruit de meeste neuronen het overleven. Deze ionische veranderingen in de cel geven de typische hersenschudding symptomen: phonofobie, fotofobie en migraine hoofdpijn.
Het calcium wordt opgenomen door mitochondria in poging tot cellulaire homeostase, dit is echter geen oplossing voor op de lange termijn. Calcium bemoeilijkt namelijk de mitochondriële ATP-aanmaak. Doordat de oxidatieve ATP productie nu bijna niet meer mogelijk is zal de cel overgaan op de anaerobe dissimilatie. Dit levert echter veel minder ATP op per glucosemolecuul en laat het restproduct melkzuur na.
De klap heeft ook cerebrale bloedvaten beschadigd, wat de bloedtoevoer naar neuronen vermindert. Deze hoge energie behoefte en verminderde glucose/zuurstof aanvoer bevordert de ophoping van melkzuur. Deze ophoping heeft verschillende nadelen; het kan een acidose veroorzaken, het celmembraan kan beschadigd raken en de permeabiliteit van de bloed-hersenbarrière verhogen. De bloed-hersenbarrière beschermt de hersenen tegen ziekmakende en giftige stoffen, de verhoogde permeabiliteit heeft een negatieve impact op deze bescherming. Het ATP-tekort is na ongeveer tien dagen verholpen.
Na de klap verlaat ook magnesium samen met kalium de cel, deze magnesium reductie kan vier dagen aanhouden. Dit heeft meerdere negatieve uitwerkingen op de cel. Weinig magnesium bemoeilijkt de aanmaak van ATP en magnesium is nodig om eiwitsynthese in werking te stellen, een lage magnesium concentratie zal dit proces dus beperken. Een te lage magnesiumwaarde bevordert ook de activering van de NMDA-receptor, waardoor er meer calcium de cel intreedt.
Het rekken van axonen door de klap kan resulteren in een verhoogde permeabiliteit van het membraan. Dit kan leiden tot depolarisatie en een influx van calcium. Dit calcium veroorzaakt mitochondriale zwellingen wat de communicatie verstoort. In verhoogde calcium concentraties kunnen microtubuli worden afgebroken, microtubuli zorgen voor stevigheid in de axonen. Neurofilamenten worden op een andere manier verdicht en kunnen zelfs instorten, neurofilamenten ondersteunen en onderhouden het cytoskelet van axonen. De aantastingen van microtubuli en neurofilamenten zorgen voor veranderingen in het cytoskelet. Uiteindelijk kan dit er in hevige gevallen zorgen dat het axon zich loskoppelt van de neuron en communicatie onmogelijk maakt.